# Стоевци
 Тази статия е за селото в Габровско.  За квартала на Плачковци вижте Стоевци (квартал).  
Стòевци е село в Северна България, община Габрово, област Габрово.

## География
Село Стоевци се намира на около 9 km запад-северозападно от центъра на град Габрово и около 2 km юг-югозападно от село Враниловци. Разположено е в северните подножия на Черновръшкия рид. Общинският път до Стоевци е южно отклонение от третокласния републикански път III-4402 в участъка му между село Райновци и село Враниловци, като в последното прави връзка с второкласния републикански път II-44 (Севлиево – Габрово). Надморската височина в центъра на селото е около 363 m, теренът е леко хълмист, разсечен от извиращата в землището на село Дебел дял рекичка – Шаварна, и двата ѝ притока – Караджовски дол и Никовска река. Преобладаващият наклон на терена е на север.
Населението на село Стоевци, наброявало 423 души при преброяването към 1934 г. намалява до 156 към 1992 г., а към 2019 г. наброява (по текущата демографска статистика за населението) 86 души.

## История
През 1961 г. дотогавашното населено място колиби Стоевци придобива статута на село.
Във фондовете на Държавния архив Габрово се съхраняват документи от съответни периоди на/за:
- Списък на фондове от масив „K“:

– Народно начално училище – с. Стоевци, Габровско; фонд 646K; 1921 – 1956;
– Народно читалище „Отец Паисий“ – с. Стоевци, Габровско; фонд 816K; 1928 – 1944;
- Списък на фондове от масив „С“: Народно читалище „Отец Паисий“ – с. Стоевци, Габровско; фонд 1060; 1945 – 1971.

Стоевци е възникнало от преселили се от съседните села семейства – знаят се родовете Ангеловци, Караджовци, Духлевци, Драганчета, Везири, Махлебашии, Кочуми, Денковци, Кисьовци, Стойновци, които се смятат за основатели на селото. Селото е ново – на неповече от 300 години, никога не е било голямо – най-много жители е имало при преброяването от 1926 г. – 513 души, близо е до града и е ползвало услугите му. Сред значимите събития в историята на селото са преспиването в него на четата на Хаджи Димитър и раждането на Цанка Петрова, местна партизанка.
В село Стоевци има паметна плоча на загиналите за Родината.

## Население
Преброяване на населението през 2011 г.
Численост и дял на етническите групи според преброяването на населението през 2011 г.:
|                     | Численост | Дял (в %) |
| Общо                | 89        | 100,00    |
| Българи             | 87        | 97,75     |
| Турци               | 0         | 0,00      |
| Цигани              | 0         | 0,00      |
| Други               | 0         | 0,00      |
| Не се самоопределят | 0         | 0,00      |
| Неотговорили        | 2         | 2,24      |

## Обществени институции
В село Стоевци към 2020 г. има:
- действащо читалище „Отец Паисий – 1931“;[9][10]
- храм „Свети Димитър“;[11]

## Редовни събития
На 26 октомври ежегодно в селото се почита светеца великомъченик Димитрий Чудотворец. В двора на кметството е изграден параклис, носещ името на светеца.